# Simen Brenne
Simen Brenne (Fredrikstad, 17 marzo 1981) è un ex calciatore norvegese, di ruolo centrocampista.

## Caratteristiche tecniche
Brenne può essere anche da attaccante, ma al Fredrikstad si è specializzato come centrocampista di qualità, sfruttando la sua intelligenza e la sua visione di gioco per fornire numerosi assist ai suoi compagni.

## Carriera

### Club

#### Moss
Brenne ha cominciato la carriera con la maglia del Selbak, per poi passare al Moss, per cui ha esordito nell'Eliteserien il 9 aprile 2000, quando è stato titolare nel pareggio a reti inviolate contro l'Odd Grenland. Il 19 aprile dello stesso anno ha segnato la prima rete, che ha fissato sul definitivo 4-0 il punteggio con cui la sua squadra s'è imposta sul Tromsø. Al termine del campionato 2002, il Moss èm retrocesso in 1. divisjon, ma Brenne è rimasto in squadra: il giocatore è stato accusato dai media di non essersi impegnato adeguatamente. Ha cambiato maglia soltanto nel 2004.

#### Fredrikstad
Brenne è stato allora acquistato dal Fredrikstad. Ha debuttato in squadra il 12 aprile 2004, nella sconfitta per 2-0 in casa del Lillestrøm. Il 16 maggio ha segnato le prime reti, essendo stato autore di una doppietta nel pareggio per 3-3 contro il Sogndal. Ha contribuito al successo finale nel Norgesmesterskapet 2006.

#### Lillestrøm
Prima del campionato 2007, è passato al Lillestrøm in cambio di 7.000.000 di corone. Il primo incontro in squadra è stato datato 15 aprile 2007, nel successo in trasferta per 0-1 sul campo dell'Odd Grenland. Il 28 maggio ha siglato la prima marcatura, nel pareggio per 1-1 contro lo Stabæk. Nello stesso anno, ha vinto il Norgesmesterskapet 2007 ed è stato il secondo calciatore a vincerne due edizioni consecutive, con due maglie diverse: il primo è stato Hans Deunk. La sua esperienza con il Lillestrøm, però, è stata complessivamente deludente.

#### Odd Grenland
Brenne è stato acquistato allora dall'Odd Grenland, che per il suo cartellino ha speso circa 5.000.000 di corone. Ha esordito con questa maglia il 15 marzo 2009, nella sconfitta per 3-0 in casa del Viking. Il 5 aprile ha siglato il primo gol, nel pareggio per 3-3 contro lo Stabæk.

#### Strømsgodset
L'8 febbraio 2013, ha firmato un contratto biennale con lo Strømsgodset. Scelse la maglia numero 6. Ha debuttato con questa maglia il 2 aprile successivo, sostituendo Péter Kovács nella sconfitta per 2-0 sul campo dell'Hønefoss. Il 4 agosto successivo ha segnato la prima rete, nella vittoria per 2-4 sul campo del Sarpsborg 08. Ha contribuito alla vittoria finale del campionato 2013. Il 13 novembre 2014, lo Strømsgodset ha comunicato che il contratto di Brenne, in scadenza a fine anno, non sarebbe stato rinnovato.

#### Sarpsborg 08
Libero da vincoli contrattuali, il 22 maggio 2015 ha firmato un contratto valido fino al termine della stagione con il Sarpsborg 08.

### Nazionale
Brenne ha giocato 19 partite per la Norvegia under 21: ha esordito il 31 maggio 2000, nella sfida contro la Germania under 21, terminata con un pareggio per 2-2: è subentrato a Rune Wiken nel corso della ripresa. Il 6 settembre 2002, ha siglato l'unica rete nell'Under-21, precisamente nell'incontro con la Danimarca under 21, in cui i norvegesi si sono imposti per 3-0.
Il debutto con la maglia della Nazionale maggiore, invece, è arrivato il 24 marzo 2007, nel match di qualificazione per il campionato d'Europa 2008 contro la Bosnia ed Erzegovina, in cui la Norvegia è stata sconfitta per 1-2: Brenne ha sostituito Jarl André Storbæk. Quattro giorni dopo, realizzò il primo gol, nel pareggio per 2-2 in casa della Turchia. È tornato in Nazionale per le gare contro Macedonia e Paesi Bassi. Non è sceso in campo, però, in nessuno dei due incontri.

## Statistiche

### Presenze e reti nei club
Statistiche aggiornate al 1º gennaio 2020.
| Stagione            | Club                | Campionato          | Campionato | Campionato | Coppe nazionali | Coppe nazionali | Coppe nazionali | Coppe continentali | Coppe continentali | Coppe continentali | Supercoppe | Supercoppe | Supercoppe | Totale | Totale |
| Stagione            | Club                | Comp                | Pres       | Reti       | Comp            | Pres            | Reti            | Comp               | Pres               | Reti               | Comp       | Pres       | Reti       | Pres   | Reti   |
| ------------------- | ------------------- | ------------------- | ---------- | ---------- | --------------- | --------------- | --------------- | ------------------ | ------------------ | ------------------ | ---------- | ---------- | ---------- | ------ | ------ |
| 1999                | Selbak              | 3D                  | ?          | ?          | -               | -               | -               | -                  | -                  | -                  | -          | -          | -          | ?      | ?      |
| 2000                | Moss                | ES                  | 18         | 1          | CN              | 2               | 0               | -                  | -                  | -                  | -          | -          | -          | 20     | 1      |
| 2001                | Moss                | ES                  | 25         | 6          | CN              | 3               | 2               | -                  | -                  | -                  | -          | -          | -          | 28     | 8      |
| 2002                | Moss                | ES                  | 26         | 4          | CN              | 4               | 0               | -                  | -                  | -                  | -          | -          | -          | 30     | 4      |
| 2003                | Moss                | 1D                  | 27         | 2          | CN              | 3               | 0               | -                  | -                  | -                  | -          | -          | -          | 30     | 2      |
| Totale Moss         | Totale Moss         | Totale Moss         | 96         | 13         |                 | 12              | 2               |                    | -                  | -                  |            | -          | -          | 108    | 15     |
| 2004                | Fredrikstad         | ES                  | 26         | 3          | CN              | 2               | 0               | -                  | -                  | -                  | -          | -          | -          | 28     | 3      |
| 2005                | Fredrikstad         | ES                  | 21         | 6          | CN              | 4               | 0               | -                  | -                  | -                  | -          | -          | -          | 25     | 6      |
| 2006                | Fredrikstad         | ES                  | 25         | 8          | CN              | 4               | 1               | -                  | -                  | -                  | -          | -          | -          | 25     | 6      |
| Totale Fredrikstad  | Totale Fredrikstad  | Totale Fredrikstad  | 72         | 17         |                 | 10              | 1               |                    | -                  | -                  |            | -          | -          | 82     | 18     |
| 2007                | Lillestrøm          | ES                  | 23         | 4          | CN              | 6               | 3               | CU                 | 2                  | 0                  | -          | -          | -          | 31     | 7      |
| 2008                | Lillestrøm          | ES                  | 20         | 1          | CN              | 1               | 0               | CU                 | 2                  | 1                  | -          | -          | -          | 23     | 2      |
| Totale Lillestrøm   | Totale Lillestrøm   | Totale Lillestrøm   | 43         | 5          |                 | 7               | 3               |                    | 4                  | 1                  |            | -          | -          | 54     | 9      |
| 2009                | Odd Grenland        | ES                  | 27         | 9          | CN              | 3               | 0               | -                  | -                  | -                  | -          | -          | -          | 30     | 9      |
| 2010                | Odd Grenland        | ES                  | 28         | 6          | CN              | 4               | 1               | -                  | -                  | -                  | -          | -          | -          | 32     | 7      |
| 2011                | Odd Grenland        | ES                  | 27         | 5          | CN              | 2               | 2               | -                  | -                  | -                  | -          | -          | -          | 29     | 7      |
| 2012                | Odd Grenland        | ES                  | 25         | 5          | CN              | 2               | 0               | -                  | -                  | -                  | -          | -          | -          | 27     | 5      |
| Totale Odd Grenland | Totale Odd Grenland | Totale Odd Grenland | 107        | 25         |                 | 11              | 3               |                    | -                  | -                  |            | -          | -          | 118    | 28     |
| 2013                | Strømsgodset        | ES                  | 14         | 1          | CN              | 0               | 0               | UEL                | 2                  | 0                  | -          | -          | -          | 16     | 1      |
| 2014                | Strømsgodset        | ES                  | 1          | 0          | CN              | 0               | 0               | UCL                | 0                  | 0                  | -          | -          | -          | 1      | 0      |
| Totale Strømsgodset | Totale Strømsgodset | Totale Strømsgodset | 15         | 1          |                 | 0               | 0               |                    | 2                  | 0                  |            | -          | -          | 17     | 1      |
| mag.-dic. 2015      | Sarpsborg 08        | ES                  | 9          | 0          | CN              | 3               | 0               | -                  | -                  | -                  | -          | -          | -          | 12     | 0      |
| 2016                | Råde                | 4D                  | 23         | 5          | CN              | 1               | 0               | -                  | -                  | -                  | -          | -          | -          | 24     | 5      |
| 2017                | Råde                | 4D                  | 22         | 5          | CN              | 1               | 0               | -                  | -                  | -                  | -          | -          | -          | 23     | 5      |
| Totale Råde         | Totale Råde         | Totale Råde         | 45         | 10         |                 | 2               | 0               |                    | -                  | -                  |            | -          | -          | 47     | 10     |
| Totale              | Totale              | Totale              | 378+       | 71+        |                 | 42              | 9               |                    | 6                  | 1                  |            | -          | -          | 426+   | 81+    |

### Cronologia presenze e reti in nazionale
| Cronologia completa delle presenze e delle reti in nazionale ― Norvegia | Cronologia completa delle presenze e delle reti in nazionale ― Norvegia | Cronologia completa delle presenze e delle reti in nazionale ― Norvegia | Cronologia completa delle presenze e delle reti in nazionale ― Norvegia | Cronologia completa delle presenze e delle reti in nazionale ― Norvegia | Cronologia completa delle presenze e delle reti in nazionale ― Norvegia | Cronologia completa delle presenze e delle reti in nazionale ― Norvegia | Cronologia completa delle presenze e delle reti in nazionale ― Norvegia |
| Data                                                                    | Città                                                                   | In casa                                                                 | Risultato                                                               | Ospiti                                                                  | Competizione                                                            | Reti                                                                    | Note                                                                    |
| ----------------------------------------------------------------------- | ----------------------------------------------------------------------- | ----------------------------------------------------------------------- | ----------------------------------------------------------------------- | ----------------------------------------------------------------------- | ----------------------------------------------------------------------- | ----------------------------------------------------------------------- | ----------------------------------------------------------------------- |
| 24-3-2007                                                               | Oslo                                                                    | Norvegia                                                                | 1 – 2                                                                   | Bosnia ed Erzegovina                                                    | Qual. Euro 2008                                                         | -                                                                       |                                                                         |
| 28-3-2007                                                               | Francoforte                                                             | Turchia                                                                 | 2 – 2                                                                   | Norvegia                                                                | Qual. Euro 2008                                                         | 1                                                                       |                                                                         |
| 2-6-2007                                                                | Oslo                                                                    | Norvegia                                                                | 4 – 0                                                                   | Malta                                                                   | Qual. Euro 2008                                                         | -                                                                       |                                                                         |
| 5-9-2007                                                                | Reykjavík                                                               | Islanda                                                                 | 1 – 1                                                                   | Norvegia                                                                | Qual. Euro 2008                                                         | -                                                                       |                                                                         |
| 10-10-2009                                                              | Oslo                                                                    | Norvegia                                                                | 1 – 0                                                                   | Sudafrica                                                               | Amichevole                                                              | -                                                                       |                                                                         |
| 29-5-2010                                                               | Oslo                                                                    | Norvegia                                                                | 2 – 1                                                                   | Montenegro                                                              | Amichevole                                                              | -                                                                       |                                                                         |
| 2-6-2010                                                                | Oslo                                                                    | Norvegia                                                                | 0 – 1                                                                   | Ucraina                                                                 | Amichevole                                                              | -                                                                       |                                                                         |
| 7-6-2011                                                                | Oslo                                                                    | Norvegia                                                                | 1 – 0                                                                   | Lituania                                                                | Amichevole                                                              | -                                                                       |                                                                         |
| 10-8-2011                                                               | Oslo                                                                    | Norvegia                                                                | 3 – 0                                                                   | Rep. Ceca                                                               | Amichevole                                                              | -                                                                       |                                                                         |
| 2-9-2011                                                                | Oslo                                                                    | Norvegia                                                                | 1 – 0                                                                   | Islanda                                                                 | Qual. Euro 2012                                                         | -                                                                       |                                                                         |
| 11-10-2011                                                              | Oslo                                                                    | Norvegia                                                                | 3 – 1                                                                   | Cipro                                                                   | Qual. Euro 2012                                                         | -                                                                       |                                                                         |
| 11-11-2011                                                              | Cardiff                                                                 | Galles                                                                  | 4 – 1                                                                   | Norvegia                                                                | Amichevole                                                              | -                                                                       |                                                                         |
| 15-1-2012                                                               | Bangkok                                                                 | Danimarca                                                               | 1 – 1                                                                   | Norvegia                                                                | Amichevole                                                              | -                                                                       |                                                                         |
| 18-1-2012                                                               | Bangkok                                                                 | Thailandia                                                              | 0 – 1                                                                   | Norvegia                                                                | Amichevole                                                              | -                                                                       |                                                                         |
| 21-1-2012                                                               | Bangkok                                                                 | Corea del Sud                                                           | 3 – 0                                                                   | Norvegia                                                                | Amichevole                                                              | -                                                                       |                                                                         |
| Totale                                                                  |                                                                         | Presenze                                                                | 15                                                                      |                                                                         | Reti                                                                    | 1                                                                       |                                                                         |

## Palmarès
- Coppa di Norvegia: 2

Fredrikstad: 2006
Lillestrøm: 2007
- Campionato norvegese: 1

Strømsgodset: 2013